# My World (àlbum de Justin Bieber)
My World és el primer treball del cantant canadenc Justin Bieber. És considerat com la primera part del seu àlbum debut, format per dues parts. My World és considerat, doncs, un extended play independent. Va ser llançat el 17 de novembre de 2009 per la discogràfica Island Records, i la segona part (My World 2.0) el 23 de març de 2010. Bieber va treballar amb una varietat de productors i escriptors com el seu mentor, Usher, Tricky Stewart, The-Dream, Midi Mafia i més. La majoria de les cançons són inspirades pel romanç adolescent i situacions típiques d'aquesta edat, i musicalment l'àlbum té una influència de l'R&B contemporani i el pop.
És uns dels millors àlbums encara que va rebre crítiques positives per part dels crítics, i va arribar al número cinc del U.S. Billboard 200, venent 137.000 còpies en la seva primera setmana cosa que, en aquell moment, era la millor presentació per a un nou artista en el 2009, fins que l'àlbum va ser sobrepassat per Susan Boyle. També Boyle va debutar en el número u de la llista Canadian Albums, i va ser Or en una setmana. L'àlbum va rebre el certificat de platí al Canadà menys d'un mes després; pel que fa als Estats Units, va rebre el certificat d'or de la RIAA en menys d'un mes i, menys de dos mesos després, el de platí (se'n vengueren més d'un milió de còpies).
El primer senzill de l'àlbum, «One Time», va ser llançat el 7 de juliol del 2009, i va arribar al top 20 en cinc països. Els següents tres senzills van ser llançats en primícia exclusivament a l'iTunes. El segon senzill, «One Less Lonely Girl», va ser llançat el 6 d'octubre del 2009, i va arribar al top 10 al Canadà i al top 15 als Estats Units, i més tard també aconseguí bones posicions en altres països. El tercer senzill, «Love Me», va ser llançat el 26 d'octubre del 2009, i el quart, «Favorite Girl», va ser llançat el 3 de novembre del mateix any. Tots dos senzills van tenir èxits comercials als Estats Units, Canadà i en altres països.
Abans del llançament de l'àlbum, Bieber va esdevenir el primer artista solitari en la història de Billboard a tenir almenys quatre senzills que entressin en el top 40 dels Hot 100 abans del llançament del seu àlbum de debut. Per promocionar l'àlbum, Bieber va aparèixer a la ràdio i la televisió, dugué a terme un tour pel Canadà patrocinat per Urban Behavior, estigué a la presentació del Fearless Tour al Regne Unit, i encapçalà la seva gran gira, My World Tour, el juny de 2010 per donar suport al llançament juntament amb My World 2.0.